# 1108

## أحداث
- تأسيس مدينة جيلينيا جورا وتقع حاليا في بولندا.
- معاهدة ديفول بين بوهيموند الأول آمر أنطاكية والامبراطور البيزنطي ألكسيوس الأول كومنين ، في أعقاب الحملة الصليبية الأولى.
- 29 مايو - معركة أقليش بين المرابطين تحت قيادة تميم بن يوسف بن تاشفين وقوات مملكة قشتالة بقيادة ألبار هانس يصاحبه ولي العهد الأمير سانشو ابن ألفونسو السادس ملك قشتالة.

## مواليد
- ابن خير الإشبيلي
- بوهيموند الثاني
- هاينريش العاشر

## وفيات
- أبو محمد الدامغاني - فقيه وعالِم وقاضي بغدادي.